# Despeleza leptostachya
Despeleza leptostachya là một loài thực vật có hoa trong họ Đậu. Loài này được (Engelm. ex A. Gray) Nieuwl. mô tả khoa học đầu tiên năm 1914.